# Yohan Gomez
Pour les articles homonymes, voir Gomez.
Yohan Gomez est un footballeur français né le 25 septembre 1981 à Lyon. C'est un gaucher évoluant au poste de milieu défensif où il récupère un grand nombre de ballons.

## Biographie
Après avoir débuté dans un club de Villeurbanne, il rejoint le centre de formation de l'Olympique lyonnais en 1994, où il commence au poste d'arrière gauche. Il évolue ensuite avec l'équipe réserve, lors de la saison 2000-2001, termine deuxième de son groupe de CFA, remporte la Coupe du Rhône-Alpes puis le Championnat de France des réserves professionnelles.
Il signe son premier contrat professionnel grâce à Jacques Santini en 2002 mais il doit attendre un an pour entrer en jeu en Ligue 1, le 20 septembre 2003, lors d'un match au Mans, après plusieurs apparitions sur le banc dont la première au Stade Armand-Cesari. Il réalise 5 autres apparitions au cours de la saison, toujours en tant que remplaçant. Les 88 minutes de jeu cumulées lui offrent cependant l'occasion d'ouvrir son palmarès professionnel puisque l'OL remporte le championnat. Ce sont par ailleurs ses seuls matchs de championnat avec son club formateur puisqu'il n'en dispute pas un seul lors de la saison 2004-2005. En revanche, il débute en Ligue des champions, en décembre 2004 contre le Sparta Prague puisqu'il entre en jeu pour le dernier match de la 1re phase alors que l'équipe lyonnaise est déjà qualifiée pour le tour suivant.
En juin 2005, laissé libre, il rejoint le stage estival de l'UNFP et entre en contact avec Grenoble et Lorient. Mais il signe finalement un contrat de 2 ans au SC Bastia, tout juste relégué en Ligue 2. Au côté de Pascal Camadini il forme une paire efficace, Yohan Gomez récupérant les ballons et Camadini se chargeant de les redistribuer. Pour sa première saison en tant que titulaire, il fait naître de nombreux espoirs. Le club corse échoue cependant dans sa quête de remontée immédiate. Bien décidé à poursuivre sur sa lancée, Gomez réalise deux autres saisons moyennes sous le maillot bleu, ce qui ne l'empêche pas de prolonger son contrat au cours de la saison 2007-2008 pour une nouvelle durée de 3 ans. Malgré cette marque apparente de confiance, Bernard Casoni, qui en avait fait un homme cadre, l'écarte du groupe professionnel dès la reprise, à l'été 2008. Le joueur se contente malgré tout de travailler et se voit récompensé de ses efforts, profitant des nombreuses blessures dans le groupe bastiais pour se refaire une place. Malgré cela, il ne se montre pas particulièrement décisif.
En mai 2009, Philippe Anziani est nommé entraîneur du SC Bastia, et place Gomez sur la liste des joueurs transférables. Gomez reste cependant une saison de plus en Corse. En 2010, il est laissé libre par le club. Il mettra un an avant de retrouver du travail. Après un essai infructueux à Troyes, il s'engage en 2011 en faveur de l'AS Cannes. Le club évolue en National, mais se voit rétrogradé administrativement en CFA à la suite de problèmes financiers.
En 2012, Yohan Gomez signe un contrat de deux saisons en faveur du Vannes OC, club de National. Le club ambitionne alors de remonter en Ligue 2, quittée en 2011. Après avoir joué 24 matchs et inscrit deux buts, Yohan Gomez quitte la Bretagne pour retourner dans sa région d'origine, au Monts d'Or Anse Foot, club de Championnat de France de football de National 2. 

## Carrière
- 2001-2004 :  Olympique Lyonnais (11 matchs, 0 but)
- 2005-2010 :  Sporting Club de Bastia (140 matchs, 7 buts)
- 2011-2012 :  Association Sportive de Cannes (14 matchs, 0 but)
- 2012-2014 :  Vannes OC (38 matchs, 2 buts)
- Depuis 2014 :  MDA Chasselay[2]

## Palmarès
- Champion de France en 2004 avec l'Olympique lyonnais
- Champion de France Amateur en 2003 avec l'Olympique lyonnais
- Champion de France Amateur en 2004 avec l'Olympique lyonnais